# Collines de Berkeley
Pour l’article homonyme, voir Berkeley.
Les collines de Berkeley (en anglais : Berkeley Hills) sont une subdivision des chaînes côtières californiennes. Elles surplombent le côté nord-est de la vallée qui englobe la baie de San Francisco, aux États-Unis.
Elles s'appelaient auparavant les collines Contra Costa (Contra Costa Hills) ou chaînon Contra Costa (Contra Costa Range), mais avec la création de Berkeley et de l'université de Californie, l'usage actuel a été appliqué par les géographes.

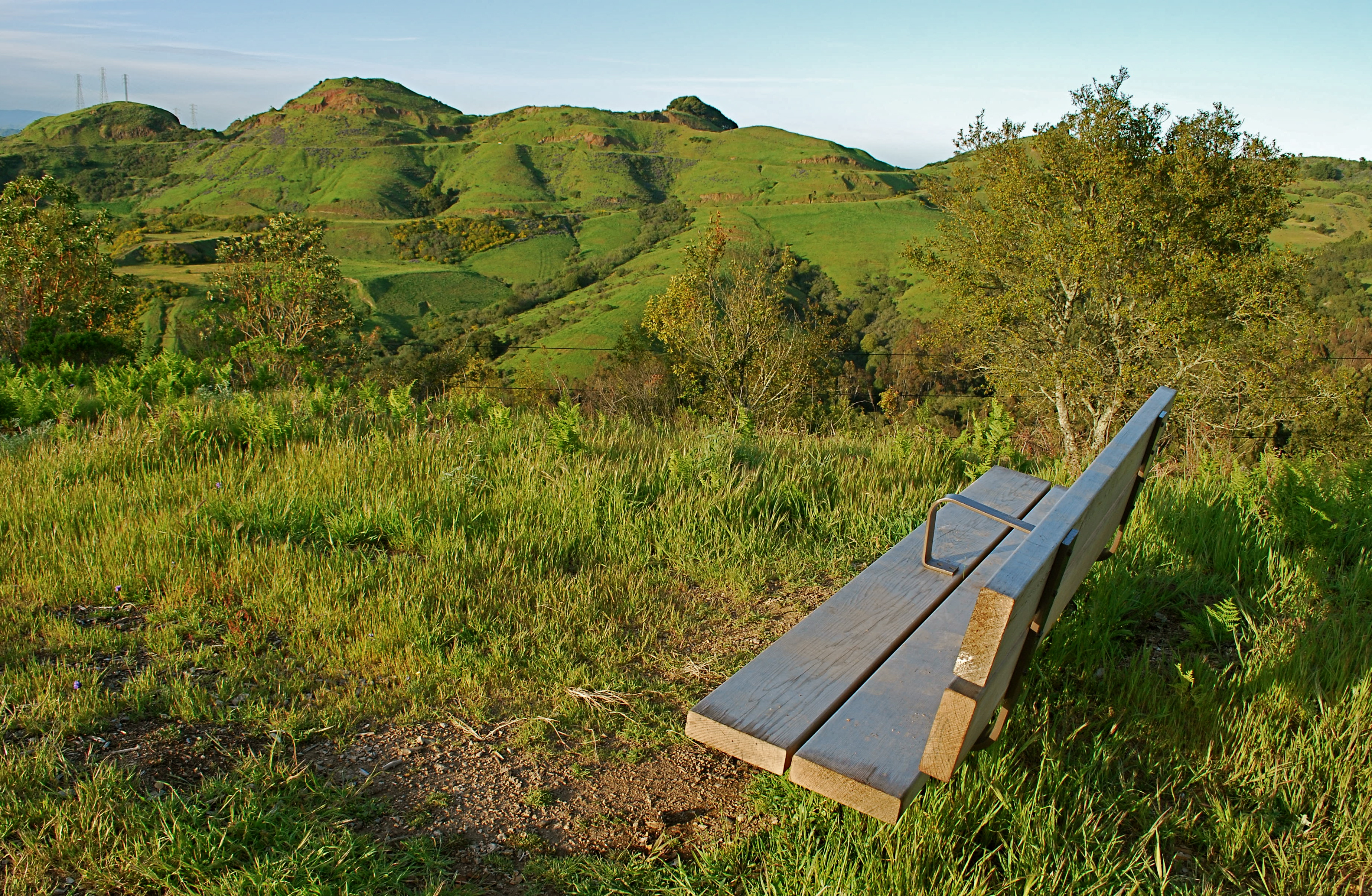
Un banc sur le pic Grizzly, dans les collines de Berkeley.